# Manchurisk kirsebær
Manchurisk kirsebær (Prunus mackii) er et mellemstort, løvfældende træ med en smal og opret krone, der efterhånden bliver mere uregelmæssig. Blomsterne er hvide og duftende. Frugterne er sorte "bær" med rynkede sten. 

## Beskrivelse
Barken er først brun med fine hår. Så bliver den lysebrun med svage striber. Til sidst er den glat og blank, bronzefarvet og oprullende som birkebark med tydelige, tværgående bånd af korkporer. Knopperne sidder spredt, og de er tilliggende og brune med gråbrune hår. 
Bladene er smalt ovale med lang spids. De er næsten helrandede, eller også har de meget fine småtakker i randen. Oversiden er mørkegrøn, mens undersiden er lysegrøn med korte hår på ribberne. Bladstilken er tæt behåret. Høstfarven er gul. Blomsterne sidder i maj i oprette, rundagtige toppe. Hver enkelt blomst er hvid og duftende. Frugterne er sorte "bær" med rynkede sten. Frøene kan formentlig modne i Danmark.
Rodnettet består af nogle få, dybtgående hovedrødder, som er fint forgrenet i et højtliggende net af siderødder. I øvrigt er de fleste – om ikke alle – de planter, der handles her i landet, podet på fuglekirsebær grundstammer. De har altså dette træs rødder.
Højde x bredde og årlig tilvækst: 10 x 7 m (40 x 30 cm/år), unge træer dog med en væsentligt mere hurtig vækst!.

## Hjemsted
Manchurisk kirsebær vokser langs Amur-floden på både den manchuriske og den sibiriske side. Den gror bedst dér, hvor der er rigelig nedbør i sommertiden, og hvor bunden er muldrig og fugtig. 
I hjemlandet vokser den sammen med bl.a. hvid fredløs, ildløn, japansk iris, kamtjatkabirk, kamæleonbusk, kurvebregne, Larix gmelinii, manchurisk aralie, silkepæon og Vitis amurensis.